# 天上天下
《天上天下》是大暮維人創作的日本漫畫作品，此作品是大暮維人從成人漫畫轉型至普通向青年漫畫的第一部作品，由於設定複雜而豐富，人物形象吸引因而受歡迎。於《Ultra Jump》1998年第11号至2010年第9号連載，2004年在朝日電視台播放電視動畫，香港有線娛樂台亦於2005年播放，台灣則在東森戲劇台2006年2/4每週六夜間播放。

## 故事簡介
本作品的主線原本重視校園格鬥風格，講述主角凪宗一郎及牧原鮑伯入讀日本一所集合全國武術家子弟的統道學園，因而遇上的種種經歷。凪宗一郎邂逅了校園內的武術頂尖高手棗真夜及棗亞夜，並加入了她們的柔劍部，與敵對的學園執行部發生一連串的抗爭。誰知主角們平凡的校園角力中，原來蘊藏了一項規模遠超乎想像的大陰謀。凪宗一郎開始接觸到世界上各種「異能之士」，逐漸來到一個陌生的領域之中，更驚人的是他發現了原來自己亦是擁有異能之士。牽涉一場浩瀚百年之戰的命運，正在等待著凪宗一郎與身邊的人的腳步……

## 登場人物

### 柔劍部
- 凪宗一郎（聲優：保志總一朗、劉惠雲（童年）（VCD/DVD）（香港））

本作的男主角。就讀統道學園一年級。真正身份是「赤羽眾」之一，「凪家」的長子嫡孫，擁有連自己都不清楚的力量「龍拳」。「龍拳」不但具有驚人的破壞力，它更能透過擊倒敵人而把對方的異能吞食吸收。跟母親凪真貴子相依為命，主要繼承母親的異能，而其父親寵宗魄更是造成故事中最大騷動的野心家。
凪宗一郎自小性格剛烈衝動，好事鬥狠，是著名的不良份子，與好友牧原鮑伯擁有超群的戰鬥力，因而非常驕傲（可是在對母親及棗真夜時會顯示懦弱的一面）。可是入讀了統道學園之後，了解到自己的弱小，於是加入了柔劍部。對從孩子體態恢復真身模樣的真夜一見鍾情。
擅長使用由棗真夜所傳授的「鍛針功」，後來在得到十二宗家當家的特訓後開啟了隱藏的「龍門」，加上後來被宗魄勉強的催逼，因而能自由使用「龍拳」。
故事發展到一段時間，逐漸發現及了解自己的身世，在不得已的情況下吞食了穹撤仙的「橙輪水龍」及禿羅志鶴的「綠輪風龍」，異能力量得到強化。與父親寵宗魄決戰時，卻反被利用成為宗魄的寄宿體。後來右眼失明，頭髮修短，以新形象重返校園。真實身分是八岐大蛇的轉生，擁有能吞噬一切龍氣的能力，更因宗魄的計劃而吸收了大量龍氣，成為「淒王」。
- 棗亞夜（聲優：茅原實里、陳琴雲（有線）、鄧潔麗（VCD/DVD）（香港））

統道學園1年級。女主角。真夜的妹妹，生日：3月10。身高：161cm。體重：43kg。三圍：B96cm、W50cm、H81cm。血型：AB型。擁有「赤羽眾」之一「棗家」的異能之力「龍眼」，雙眼的視力能穿梭於萬物古今之間，看盡天下一切事物，以至過去及未來的映像。精通劍術及鬥技，實力僅次於其姊。認定宗一郎為自己的夫婿，毫無保留地向對方表示愛意，卻對宗一郎與姊姊棗真夜之間的關係感到在意。故事初段性格天真爛漫，卻展現出不成熟的思想。經過九州之戰後，無論性格及武藝都有一大突破。作為棗家目前的異能繼承者，亞夜是現今唯一能發動「式刀零毀」的人。經常為自己的「龍眼」感到煩惱，而且有逃避看到「未來」的傾向。由於曾經藉由「龍眼」回到戰國時代見證著百年之戰的歷史，所以目前只有她知道寵宗魄潛藏在宗一郎的右眼之中；她雖然感到無計可施，但仍深信自己與宗一郎一定可以努力面對所有困難。
- 棗真夜（聲優：久川綾、劉惠雲（VCD/DVD）（香港）））

棗家的長女。另一位女主角。亞夜的姊姊，棗慎的妹妹，生日：8月20。身高：169cm。體重：49kg。三圍：B92cm、W53cm、H84cm。血型：B型。是柔劍部的部長，目前就讀統道學園三年級，有一定的戀兄情結。相當漂亮，表面為人刻薄，長有一頭銀髮，而且有額前兩條像觸鬚一樣的特色髮型。愛刀名為「虎徹」。她雖然是棗家的後人，但卻沒有繼承到「龍眼」，可是仍然有著高超的格鬥技術及劍技。使用五行之力中的木氣，能把一切物質化為利劍，亦是棗家體術「棗剛真流」的高手。隨著故事發展，揭示了其未為人知的異能之力「日輪巫女」，擁有能中和一切其它異能的能力，但真正發動條件尚未清楚。
在柔劍部中擁有相當威嚴，是眾人的精神領袖。為了補償自己在過去的失意而矢志努力，與執行部的高柳光臣本來是一對戀人，如今雙方則有著亦敵亦友的宿命關係。與「F」之一的炬鐵人交戰，由於透過亞夜的力量發動「式刀零毀」而造成肉體死亡，曾以植物人的狀態接受赤羽「螢家」眾的治療。後來在真貴子的龍氣注入後復活，以日輪巫女再生的姿態重臨戰場。
(在動畫中為第一女主角)
- 高柳雅孝（聲優：關智一）

就讀統道學園二年級。是武術大宗高柳道現的次子，執行部高柳光臣的弟弟。是使用中國拳法心意六合拳的格鬥高手，亦是柔劍部的中流砥柱。性格溫文懦善，性格優雅，被亞夜形容為「能溫柔地環抱激流的湖面」，但他發怒時往往能表現出高強的實力及令人震懾的氣勢，宗一郎亦認為他是統道學園中實力最強的人。單戀著棗亞夜，因此某程度上對宗一郎沒有好感。當高柳光臣把父親道現的權力搶過來時，雅孝伴著父親離開高柳家的權力中心。入學後在「反執行部」的意識下加入了與執行部為敵的柔劍部。其高強的武藝讓他能一擊戰勝「F」之一的圓円。不但實力高強，他就連精神力都十分穩健，令敵人亦深為佩服。在跟哥哥光臣一戰後，成為「月讀」。最終與宗一郎合作，打敗淒王，內外夾擊，粉碎了宗魄的計劃。
- 牧原鮑伯（聲優：三木真一郎）

黑人混血兒，是宗一郎的死黨。就讀統道學園一年級。擅長巴西戰舞，體能極佳。與宗一郎一起加入柔劍部，其過人的武藝潛能連執行部高柳光臣都予以高度評價。曾與「F」之一的圓円發生激戰，雖然最終不敵，但卻找到了自身武術的發展方向。傷癒後剃髮以示決心，重返柔劍部繼續修練。與女友鴻之池千秋同居。
- 菅野影定

就讀統道學園三年級，綽號「廢人」，是柔劍部創部成員之一。是一名美男子，因此身邊有由四名少女組成的親衛隊，武術風格是拳擊。入學不久就因為自視過高但卻不堪一擊而被稱為「廢人」，被棗真夜強迫加入柔劍部，讓新成立的柔劍部有資格參與武道戰，雖然沒有實力，但卻與柔劍部的眾人產生了同伴感情。後來棗慎因異能失控而暴走，菅野亦在動亂中身受重傷，自此對格鬥產生恐懼。後來初宗一郎等人的堅持下，決心重返柔劍部，不過為人依然膽小怕死，對柔劍部沒有顯著的貢獻。雖然本身實力不高，但卻潛心鍛鍊自己，終於在新一輪的校園武道戰中於第五柔術部決鬥戰中展示難得的實力，以一敵五。對真夜有著崇拜的情感，願意為其努力。
- 暮井新一郎

就讀統道學園三年級，是柔劍部的副部長，綽號「外星人」。有一名在麥當勞工作的女朋友。身高只有100厘米，在部內專門負責進行情報收集、戰略分析，是柔劍部的軍師。可是他的容貌言行都與外星人沒有分別，因此經常被作弄。

### 執行部
- 高柳光臣（聲優：森川智之）

就讀統道學園三年級，是學園執行部的會長，亦是現任「高柳飛翔鳳凰武領總頭」。為人冷傲，對勝利有過人的堅執，現在所擁有的實力被稱為達到「武術的極致」，亦擅長組織統治，以壓倒性的力量支配著統道學園。絕技是「我王雙龍炎烈掌」。全身長滿肌肉，力量驚人。由於曾經被棗慎的龍氣貫穿，造成血脈流動異常迅速，實力亦因此大幅提升。可是這種體質為身體帶來極大負荷，因此他的生命力其實已被其武術所淘空殆盡。在過去中，他是父親高柳道現所培育的「真之武人」，可是他卻反過來把父親的權力奪過來，代其成為了武道界的首腦人物。對異能之士感到厭惡，決心要以鎮壓消滅的手段去「救贖」他們。剛入學時加入棗慎所創立之暴走族「KATANA」，「KATANA」解散後，與棗慎和俵文七共同創立柔劍部，與真夜曾是一對戀人，可是因為與棗慎的決裂及後來棗慎之死而脫離柔劍部。性格雖然冷淡，但卻非常關心棗真夜及弟弟高柳雅孝。
- 俵文七（聲優：矢尾一樹）

就讀統道學園三年級，為暴走族「KATANA」及柔劍部之初始創立成員，現擔任執行部顧問。曾經留級兩年，今年已經20歲，形象就如一個好色的大叔，是棗慎與高柳光臣的多年好友，為戰國時代真田幸村的轉世。無流無派也沒有異能，但擁有高超的戰鬥能力，被稱為是統道學園中最強的普通人，綽號「雙擊砲 俵」，甚至能徒手擊倒具備異能之力的棗慎及猩蜜色德庵。他並沒有主動參與任何對抗寵宗魄的企圖，亦不太涉及任何類型的戰鬥，並宣稱自己只願過著平凡的校園生活，因此被認為是厭戰的人。會以言論鼓勵高柳雅孝及菅野影定，不過甚少出手相助。他是高柳光臣最信賴的人之一。在光臣棗慎一戰中，在最後關頭為救光臣，被棗慎擊中敗陣，最後一息尚存，被雅孝救走。
- 五十鈴繪美

就讀統道學園三年級，是執行部的副會長。平日身形相當苗條，但其實非常肥胖，她只是使用操氣術將脂肪藏於體內而已。她亦在脂肪中藏著很多暗器，擅長投擲苦無（她亦在身體內藏著很多食物）。作為高柳家的首席助理，繪美在一年級時就奉命監視擁有龍眼的棗慎，曾經與俵文七、虎瀉殷等高手對峙，後來在棗慎暴走時幾乎為其所害，幸得高柳光臣救其性命才得保全，因此對光臣在著敬慕之意，而且忠心耿耿。她亦是高柳光臣最信賴的人之一。
- 神樂坂忍

就讀統道學園三年級。男性，外表陰柔，是同性戀者。充當光臣的親衛隊，性格樂天。
- 田上士郎

就讀統道學園三年級，自稱是當代僅餘的武士，使用武術為「神夢想田神流棍術」。擔任執行部第三隊隊長，在學園實力排名中序列第9位，性格忠誠，光明正大，是高柳光臣所信賴的人之一。曾經與亞夜及穹撤仙等對峙。
- 相良浩治

是執行部的命令執行者，格鬥風格是摔角。曾敗於宗一郎手上。
- 龍崎勤

亦是執行部的命令執行者，擁有五行之力的「炎氣」之力。性格卑鄙，視高柳雅孝為死敵，為了挑釁柔劍部而強暴牧原鮑伯女友鴻之池千秋，後來被盛怒的真夜擊敗，繼而被相良浩治進行部內制裁，後來更被宗一郎及牧原鮑伯痛毆一番。 
- 縞左近

執行部第一隊隊長。實力未知，但據五十鈴所言本領並不高。與俵文七關係不俗。名字原型是戰國武將島左近。

### 過去篇
- 棗慎（聲優：池田秀一）

在過去篇中就讀統道學園三年級，是當時的暴走族「KATANA」的首領，亦是棗真夜及亞夜的兄長、俵文七的好友，及當時執行部會長。他有極強的戀妹情結，將真夜視為自己的戀人。因此經常要保護真夜，反而造成感情上的扭曲，容易失控暴走。擁有「棗家」的異能「龍眼」，可是早期因為年紀太輕不能控制目觀古今萬物的「龍眼」而失控殺掉雙親，被視為極危險的人物。暴走族「KATANA」解散後，也失去了執行部會長的位置，後與俵文七和高柳光臣共同建立了柔劍部，卻在武道戰中敗給其視為「情敵」的高柳光臣，在「龍眼」預見自己將會失去妹妹及一切的情景下發生暴走，殺死及重創校園內的大量學生，包括自己的戀人葛葉真魚。最終清醒過來後，因為極度自責而以長針刺進耳中自殺，與真魚一起離世。
- 葛葉真魚（聲優：河原木志穗、劉惠雲（有線）（香港））

就讀統道學園三年級。其家族葛葉家是歷代侍奉高柳家的一族。為了收集「龍眼」的數據，真魚被「任命」為棗慎的戀人，接近及監視著棗慎，後來卻對棗慎產生了真正的感情。為了令在黑暗中活着的慎得到解脫，勾引了「真之武」繼承人高柳光臣，打算讓光臣結束慎的悲慘命運。後來在慎與光臣的戰鬥中為了保護戰敗的棗慎，被暴走中的棗慎所誤傷致死。

### 赤白十二神將

#### 白羽六宗家
「赤白十二神將」是自古侍奉高柳家的十二個家族，隨著歷史推進各家族旗下尚有許多分家（凪家除外）。十二神將分成「赤羽眾」及「白羽眾」，各有六宗家。「白羽眾」是以實戰武術優秀而聞名的家族。六宗家的現任當家組織成「F」，成為了光臣的部下。而事實上「F」卻是寵宗魄用以監視光臣的戰隊。與「赤羽眾」不同的是，「白羽眾」雖然擁有龍門但卻沒有異能，一般都以格鬥技及武器戰鬥。
- 兜（現任當家：兜克美）

經常佩戴太陽眼鏡登場的兜家現任當家，其家族本來是「白羽眾」中的軍師一族。兜家曾經是白羽眾六宗家之首，可是現任當家兜克美卻被一眾同伴稱為「笨蛋」。兜克美武藝平凡，以計謀足以充當「大將」而自矜，鄙視陣前決鬥，認為一對一的格鬥只是「匹夫的蠻技」。可是後來卻被宗一郎徹底擊敗。為怕為宗魄所殺而逃離寵家，想聯結以往同伴作為自己的防波堤，卻被仇恨纏身的穹撤仙以飛鏢擊倒。算是作品中的丑角之一。
- 穹（現任當家：穹撤仙）

容貌相當俊俏的青年，是宗一郎及牧原鮑伯的同班同學，隸屬弓道部。其家族是率領弓部隊的一族。與敵人合戰時會先發出響箭以宣戰。現任當家穹撤仙擁有「水龍」的「龍門」，能把龍氣貫注水滴，以身體化為長弓，把水滴如箭般發射傷敵，如子彈般陷進敵人體內，力量驚人。相當敬慕高柳光臣，願意為其戰鬥。可是在與宗一郎的交戰中，因為身體內藏著肌肉衰減棒，而不慎被對方覺醒的龍門吞食了水龍，因而喪失了運用水彈的能力。目前只能憑著本身的力量以飛鏢為箭作戰，仍然保持著高強的實力。在籠家大屋中出現，想向宗一郎報水龍被吞食之仇，幸得光臣勸導方才弄清楚真正的「敵人」是誰。喜歡「假面騎士」，與宗一郎其實相當投緣。
- 圓（現任當家：圓円）

就讀初中的年輕女孩。其家族是率領步兵部隊的一族，當家的劍技達到劍術的頂點水平。圓円的雙親被宗魄所殺後，更中了對方的傀儡術，而被宗魄洗除記憶並為其作戰。曾先後與牧原鮑伯、五十鈴及雅孝交戰，最終敗於雅孝手上。在柔劍部眾人的協助下，解除了宗魄所施的傀儡術，成為了柔劍部的同伴。其劍術連真夜都十分佩服，宗魄亦曾對其表示忌憚。自從被高柳雅孝擊倒後，愛上了雅孝。
- 颯（現任當家：颯又左）

其家族原來是率領槍部隊的一族，手下有被稱為「八楰槍」的八名家臣，因此「颯家」又被稱為「八楰槍之颯」。現任當家颯又左是其父颯又左賴平與「屍家」分家「首梟家」的女人所生的「赤白」混血兒，因此除了高強的槍術以外，又左亦擁有「首梟家」的龍門「龍爪」，在某次事件中右眼被槍尖碎片刺中而令「龍門」開啟，得到了「龍爪」之力。在高柳家的科技支援下，颯又左擁有以機械構成的八隻義手，使槍術更能發揮極致。其性格異常殘忍變態，隨意殺人而無動於衷，又曾對「厭魅家」的巫女厭摩進行過性虐待。後來被宗一郎所擊敗，在父親的勸言下覺悟前非，教導失去雙臂的凪真貴子使用義肢，自己也跟真貴子等人一起活動。
- 炬（現任當家：炬鐵人）

其家族原來是率領火砲部隊的一族。炬鐵人髮型像印第安人，是宗魄的忠僕。因為一些歷史事件，炬家的女性成為了戰俘，為免受辱，炬家的女人每晚都吞食鐵砂，歷經約二千年，造就了炬家刀槍不入的體質。宗魄讓妻子真貴子以「龍拳」吸納了五十多種龍門的力量，再將真貴子寄宿了異能的左眼移植到鐵人的左眼，造就了鐵人的包含五十種以上異能的身體，成為「真之魔人」。後來炬鐵人與手持「式刀零毀」的真夜交戰，被真夜以貫注木之氣的領帶刺傷了唯一不是刀槍不入的左眼，導致異能失控。最後真夜在亞夜的精神支援下，發動「式刀零毀」，將從未感受過痛楚與死亡的炬鐵人殺死。
另外，有一段關於炬家能力來源的記載：傳說是日本最古老的先祖，在前往現今叫做島根的地方，看到了穿越那片土地的八條河流都像血一樣的紅，令人吃驚。經過調查，原來是百濟來的八個煉金師為了冬天煉鐵，砍伐樹木、挖掘鐵沙，因為鐵沙與空氣接觸，而變成紅色。鐵是一種很稀有、代表著強大力量的象徵，當時有位沒有真實姓名的將軍，人們都叫他須佐之男，他用酒將這八個煉金師灌醉，令其身首異處，更強暴了煉金師頭領的女兒與妻子，最後這些人都懷了須佐的骨肉。這些女人不甘鐵之子民的名節受損，於是一眾女子都吞鐵沙自殺，但是有一個卻總沒死去，最後更將孩子生了下來，這就是炬家的起源。在這件事之後，炬家的女人每晚都會吞下一杯（此一杯推測為日本盛酒的小碟子）鐵沙，兩千年來都如此，才造就了炬家刀槍不入的體質。
- 鰐（現任當家：未知）

其家族原來是率領水軍部隊的一族，在現代編中未有登場。

#### 赤羽六宗家
「赤羽眾」是擁有異能之力的六個家族。
- 寵（現任當家：寵宗魄淨雲）

擁有「焰龍之龍門」的寵一族，其實是一種自我重生的能力。只要龍氣不散，這個龍門就能給予使用者永遠的生命。而寵宗魄的龍氣所在就集中於其右眼眼球之中，因此只要其眼球尚存，他就可以寄宿於任何軀體中繼續生存。屬下有炬鐵人、犬江新太夫與及「F」，因此從未正式參與戰鬥。他是現今高柳飛翔鳳凰十二神將赤羽眾的首領，亦是「寵家」自古至今的唯一當家。在「戰國篇」中，宗魄就是明智光秀及天海僧正的真正身份。現在正潛伏於兒子宗一郎的右眼之中，等待著「某個時機」。 
- 凪（現任當家：凪宗一郎顯悟）

擁有透過擊倒對手而搶奪對方龍門的「龍拳」，是十二宗家中唯一沒有任何分家的家族，大概是因為「龍拳」的侵略性及佔據性過於強大所致。
- 棗（現任當家：棗彈上真夜、棗彈上亞夜）

擁有能觀察所有時空的「龍眼」。
- 螢（現任當家：未知）

擁有具備治療能力的「龍掌」。與「白羽眾」的「鰐家」一樣，現任當家尚未登場。
- 猩（現任當家：猩德庵蜜色）

擁有能複製並偽裝任何人物的能力，不但是外貌，就連對象的聲音、技能、氣流等各方面都能完全複製，不過在複製的過程中或多或少都會造成能力上的劣化，即其力量層面始終不及被複製者。現任當家猩蜜色目前受命於光臣，以偽裝術成為光臣的影武者。
- 屍（現任當家：屍妙雲比呂彥）

擁有以咒術駕馭微粒子，並從虛空中構成武器的能力。「屍家」的當家都有著特別過敏的嗅覺，平常都閉著雙眼。

### 其它人物
- 高柳道現

前任高柳飛翔鳳凰武領總頭，是光臣與雅孝的父親。曾經想將光臣打造成「真之武人」，因而策動了棗慎的暴走事件，可惜計劃失敗，反而導致悔不可及的後果。後來，光臣發動政變後被推下權力寶座，事實上是個野心從未退減的老人。與次子雅孝共同生活，但仍相當留意武道界的動靜。協助真貴子培育宗一郎。目前為了對付寵宗魄而與「敵人」光臣站在同一立場，短暫地成為同伴，但父子間都視對方如仇敵。與赤白十二神將舊當家們保持聯繫，在武道界依然享有崇高的地位。
- 虎瀉殷

受僱於高柳家的武術教練，來自台灣，擁有地龍的龍門，擅長使用地電。人格卑劣，為了觸發棗慎的暴走，而策劃部下強行脫光棗慎最重視妹妹真夜的衣服，後來被棗慎所殺。不過宗魄把氣強灌於虎瀉殷的體內，令其成為戰鬥傀儡，最後被高柳雅孝及俵文七所擊倒。 
- 凪真貴子（聲優：劉惠雲（有線、VCD/DVD）（香港）））

凪家前任當家，寵宗魄的妻子，凪宗一郎的母親。起初因為相信寵宗魄真心要救贖所有異能者，而以「龍拳」為其吸取各種龍門，可惜最後被宗魄所出賣，既失去左眼（作為龍門的「容器」而被移植到炬鐵人左眼上）又失去了單臂。在九州之戰中支援宗一郎等人，以全身之力使出「龍拳」吸取暴走中的宗一郎的龍氣，可是卻因為超出負荷而失去了另一隻手。她是宗一郎最重視的人。正因為她假裝被人挾持，宗一郎才在暴怒的狀況下得以開啟龍門。
- 厭摩

守護赤羽分家「厭魅家」的巫女首領，根據地位於九州。「厭魅家」受到「F」的突襲，厭摩為了讓當家魍鬼逃生而被颯又左俘獲，更被颯又左百般凌虐。魍鬼趕向「棗家」求救，並在棗亞夜及宗一郎等人的幫忙下成功救回厭摩。
- 禿羅志鶴

擁有「綠輪風龍」龍門的禿羅家少女，擅長足技「飛英旋刃功」，在寵宗魄的安排下其龍門成為了宗一郎的祭品。後來對宗一郎產生好感。
- 犬江新太夫典子

飛翔鳳凰十二神將赤羽眾首領的助理，亦是宗魄身邊的頭號人物。擁有能控制對手身體並剝奪對方自由的「龍咆」。對寵宗魄有著絕對的忠誠，幾百年一直充當宗魄的助手。表面是一個年青的女性，但圓円卻稱呼其為「老太婆」。為人驕傲自大，曾經因為輕視光臣而吃了對方重重的一拳。
- 繭壺之君

是統道學園異能者名單二十三人的其中一人。擁有寵家分家「六道家」的「庚申之龍門」，能夠利用蠱毒控制人類，並使其短暫擁有與異能者相彷的力量。

### 戰國編
棗亞夜透過「龍眼」回到過去的片段中，所出現的十二神將及相關人物。
- 棗愛文

棗家當家。性格放蕩任性，表面上與現代的亞夜相當不同；其實她的內心世界與亞夜一樣堅強而溫柔。同樣能使用「龍眼」與及管有「式刀零毀」。愛文的龍眼與厭魅家一樣，可以透過動物傳達訊息。擅長格鬥術及劍術。因為經常使用「龍眼」而有著20歲左右的外表，實際年齡與一葉一樣只有9歲。平日性格殺人如麻，可是在暗殺寵宗魄的時候卻突然出現猶豫，以致被宗魄殺害。
- 凪一葉顯悟

當代高柳飛翔鳳凰十二神將赤羽眾的第二號人物，亦是凪家的當家。長得像小女孩的男子。雖然只有9歲，卻有非凡的戰鬥才略，連作為軍師的兜荒神齋都予以認同。看到愛文殉亡後顯示出對對方的關懷。為了報答愛文的生命，在戰國時代暗殺了寵宗魄後，一葉花了十餘年的時間協助德川家康平定亂世。可惜卻因為計算錯誤，被宗魄的右眼得以存活，最後更重新奪取南光坊天海（當時真身是猩德庵）的身體，得以復活。為了消滅宗魄及阻止其野心，一葉以畢生的努力研究阻止宗魄蘇生的方法。
- 屍妙雲

屍家當家，當代被稱為「座頭市」。在某次任務中，將其殺害的人們的頭骨製作成一串項鍊，掛於項上，以示悼念及懺悔。他能控制巨大的劍（形狀為金剛杵），使出高強的劍術，其實力連當代的著名武士伊東一刀齋及小野次郎都不敵。後來被受僱於宗魄的柳生嚴勝所殺，其遺體更被利用成為引誘一葉等人上釣的誘餌。
- 猩德庵

猩家當家，能全面複製其它人的容顏、聲音及技能。他以這種能力偽裝成天下第一劍術家小野次郎，以德川家劍術導師的身份潛入德川府中。後來展開任務時，手持零毀與柳生嚴勝決戰，初時連番不敵，後來卻以「空手入白刃」的技倆（柳生家秘技）反勝嚴勝。成功暗殺宗魄後猩德庵化成宗魄的模樣，以天海僧正之名輔助德川家康平定天下。可是，後來被復活的宗魄及犬江新太夫等人奪去身體。
- 兜荒神齋

兜家當家，是身經百戰的軍師。在宗魄暗殺計劃中擔任「行動組」的後方支援。

## 出版書籍
| 冊數 | 集英社         | 集英社                 | 尖端出版社     | 尖端出版社           |
| 冊數 | 發售日期       | ISBN                   | 發售日期       | EAN                  |
| ---- | -------------- | ---------------------- | -------------- | -------------------- |
| 1    | 1998年5月24日  | ISBN 4-08-875656-8     | 2000年9月1日   | EAN 471-9863-04115-5 |
| 2    | 1998年12月16日 | ISBN 4-08-875741-6     | 2001年1月15日  | EAN 471-9863-04230-5 |
| 3    | 1999年7月24日  | ISBN 4-08-875808-0     | 2001年2月18日  | EAN 471-9863-04265-7 |
| 4    | 2000年2月23日  | ISBN 4-08-875886-2     | 2001年3月1日   | EAN 471-9863-04315-9 |
| 5    | 2000年11月22日 | ISBN 4-08-876097-2     | 2001年4月25日  | EAN 471-9863-04337-1 |
| 6    | 2001年6月24日  | ISBN 4-08-876174-X     | 2001年9月15日  | EAN 471-9863-04469-9 |
| 7    | 2001年12月15日 | ISBN 4-08-876253-3     | 2002年5月27日  | EAN 471-9863-04719-5 |
| 8    | 2002年7月24日  | ISBN 4-08-876326-2     | 2002年12月25日 | EAN 471-9863-05150-5 |
| 9    | 2002年12月16日 | ISBN 4-08-876387-4     | 2003年1月25日  | EAN 471-9863-05151-2 |
| 10   | 2003年10月22日 | ISBN 4-08-876519-2     | 2004年6月25日  | EAN 471-0614-36062-4 |
| 11   | 2004年4月24日  | ISBN 4-08-876601-6     | 2004年7月13日  | EAN 471-0614-36063-1 |
| 12   | 2004年8月24日  | ISBN 4-08-876668-7     | 2004年9月24日  | EAN 471-0614-36064-8 |
| 13   | 2005年4月24日  | ISBN 4-08-876792-6     | 2005年6月23日  | EAN 471-0614-37706-6 |
| 14   | 2005年11月23日 | ISBN 4-08-876875-2     | 2006年2月7日   | EAN 471-7702-20043-5 |
| 15   | 2006年6月24日  | ISBN 4-08-877104-4     | 2006年11月14日 | EAN 471-7702-20637-6 |
| 16   | 2007年1月24日  | ISBN 978-4-08-877209-7 | 2007年5月23日  | EAN 471-7702-21034-2 |
| 17   | 2007年7月19日  | ISBN 978-4-08-877305-6 | 2007年12月18日 | EAN 471-7702-21473-9 |
| 18   | 2008年2月24日  | ISBN 978-4-08-877407-7 | 2008年11月13日 | EAN 471-7702-21975-8 |
| 19   | 2008年9月19日  | ISBN 978-4-08-877516-6 | 2009年6月4日   | EAN 471-7702-22533-9 |
| 20   | 2009年5月19日  | ISBN 978-4-08-877655-2 | 2010年3月18日  | EAN 471-7702-22926-9 |
| 21   | 2010年1月19日  | ISBN 978-4-08-877797-9 | 2011年1月14日  | EAN 471-7702-23704-2 |
| 22   | 2010年11月19日 | ISBN 978-4-08-879068-8 | 2011年7月12日  | EAN 471-7702-24192-6 |

## 動畫

### 日本配音
- 凪宗一郎：保志總一朗
- 棗真夜：久川綾
- 棗亞夜：茅原實里
- 牧原鮑伯：三木真一郎
- 高柳雅孝：關智一
- 高柳光臣：森川智之
- 俵文七：矢尾一樹
- 五十鈴繪美：七緒春日
- 神樂坂：真殿光昭
- 田上士郎：花輪英司
- 相良浩治：三宅健太
- 棗慎：池田秀一
- 葛葉真魚：河原木志穗
- 鴻之池千秋：白石涼子
- 龍崎勤：濱田賢二

### 主題曲
- 片頭曲

作詞：m.c.A・T ，作曲：富樫明生，編曲：DJ FUMIYA，歌：m.c.A・T
- 片尾曲

作詞：C&F，作曲：FUMIHIKO ，編曲：安藤高弘，歌：嘉陽愛子

### 各話列表
| 話數 | 中文標題 | 日文標題 | 劇本     | 分鏡     | 演出       | 作畫監督                     | 協力制作                           |
| ---- | -------- | -------- | -------- | -------- | ---------- | ---------------------------- | ---------------------------------- |
| 1    | 聖域     |          | 井上敏樹 | 川瀨敏文 | 木村隆一   | 梅原隆弘 KIM DONG JOON       | DR MOVIE                           |
| 2    | 敗北     |          | 井上敏樹 | 駒井一也 | 駒井一也   | 梅原隆弘 KIM GI DU           | DR MOVIE                           |
| 3    | 執行人   |          | 犬飼和彥 |          | 有富興二   | SHIN JOONG DUK SIM SANG IL   | DR MOVIE                           |
| 4    | 疑念     |          | 犬飼和彥 | 新留俊哉 | 木村隆一   | KIM DONG JOON                | DR MOVIE                           |
| 5    | 制裁     |          | 犬飼和彥 | 破慌汰   | 宮本幸裕   | 高橋昇                       | Vega Entertainment                 |
| 6    | 幻影     |          | 犬飼和彥 | 坂田純一 | 川村賢一   | KIM GI DU                    | DR MOVIE                           |
| 7    | 擊破     |          | 犬飼和彥 | 片瀏須直 | 土屋浩幸   | 青木真理子                   |                                    |
| 8    | 龍眼     |          | 高橋夏子 | 川村賢一 | 有富興二   | SHIN JOONG DUK JANG KIL YONG | DR MOVIE                           |
| 9    | 肅清     |          | 高橋夏子 | 平塚住雄 | 増原光幸   | 日向正樹                     | Artland                            |
| 10   | 記憶     |          | 犬飼和彥 | 古屋勝悟 |            | KIM DONG JOON                | DR MOVIE                           |
| 11   | 異能者   |          | 犬飼和彥 | 破慌汰   | 三宅綱太郎 | 高橋昇                       | Vega Entertainment                 |
| 12   | 暗黑     |          | 井上敏樹 | 駒井一也 | 駒井一也   | KIM GI DU                    | DR MOVIE                           |
| 13   | 魔力     |          | 犬飼和彥 | 片瀏須直 | 土屋浩幸   | 青木真理子                   |                                    |
| 14   | 業火     |          | 犬飼和彥 |          | 有富興二   | SHIN JOONG DUK JANG KIL YONG | DR MOVIE                           |
| 15   | 陰陽     |          | 犬飼和彥 | 太田雅彥 | 鹿島典夫   | 藤井真澄 權允姬              | Studio Matrix HEEWON ENTERTAINMENT |
| 16   | 歸結     |          | 石橋大助 | 平塚住雄 |            | KIM DONG JOON                | DR MOVIE                           |
| 17   | 真意     |          | 石橋大助 | 破慌汰   | 三宅綱太郎 | 高橋昇                       | Vega Entertainment                 |
| 18   | 共鳴     |          | 犬飼和彥 |          | 花井信也   | 日向正樹                     | Artland                            |
| 19   | 起動     |          | 犬飼和彥 |          |            | KIM GI DU                    | DR MOVIE                           |
| 20   | 謀略     |          | 石橋大助 | 片瀏須直 | 增原光幸   | KIM DONG JOON 渡邊和夫       | DR MOVIE IMAGIN                    |
| 21   | 暴發     |          | 石橋大助 | 前澤雅彥 | 鎌仲史陽   | 青木真理子                   |                                    |
| 22   | 決意     |          | 犬飼和彥 | 平塚住雄 | 有富興二   | SHIN JOONG DUK KIM DONG JOON | DR MOVIE                           |
| 23   | 咒縛     |          | 犬飼和彥 | 破慌汰   | 三宅綱太郎 | 高橋昇                       | Vega Entertainment                 |
| 24   | 流轉     |          | 犬飼和彥 | 駒井一也 | 駒井一也   | 梅原隆弘                     | DR MOVIE                           |

## OVA
《天上天下 ULTIMATE FIGHT》
- 2005年3月16日發售

### 各話標題
| 回數 | 中文標題     | 日文標題 | 劇本     | 分鏡           | 演出     | 作畫監督      |
| ---- | ------------ | -------- | -------- | -------------- | -------- | ------------- |
| 1    | 前篇「龍拳」 |          | 犬飼和彦 | そえたかずひろ | あきつ南 | KIM DONG JOON |
| 2    | 後篇「萌芽」 |          | 犬飼和彦 | 川瀬敏文       | 川村賢一 | KIM GI DU     |

### OVA主題曲
- 片頭曲

作詞：m.c.A・T ，作曲：富樫明生，編曲：DJ FUMIYA，歌：m.c.A・T
- 片尾曲

作詞：木本慶子，作曲、編曲：牧野信博，歌：茅原實里
- 插曲：嘉陽愛子《愛してね♥もっと》